# 彦八まつり
彦八まつり（ひこはちまつり）は、上方落語協会が年に一度、9月の第1土曜日と日曜日に、大阪府大阪市天王寺区の生國魂神社で開催する、ファン感謝イベント。

## 概要
「上方落語の始祖」米沢彦八の功績を称え、上方落語の伝統を身近な人々に広くアピールする目的から、6代目笑福亭松鶴の命日である9月5日にちなみ、1990年の生国魂神社での「彦八の碑」建立を機に、1991年より開催されている。
その後、開催日は9月の第1土曜と日曜に変更となり、現在に至る。
落語家以外のゲストが来場することもある。
江戸落語の「圓朝まつり」は、落語家が身内で行っていた圓朝忌を、彦八まつりを参考にして一般開放したものである。
第31回からは猛暑や台風など気象条件に配慮で9月から5月開催に変更。

## 実行委員長
- 第01回（1991年） 笑福亭仁鶴
- 第02回（1992年） 林家染丸
- 第03回（1993年） 露の五郎（後、露の五郎兵衛）
- 第04回（1994年） 露の五郎
- 第05回（1995年） 桂春駒
- 第06回（1996年） 笑福亭仁智
- 第07回（1997年） 月亭八方
- 第08回（1998年） 桂きん枝（現・4代桂小文枝）
- 第09回（1999年） 桂小米朝（現・桂米団治）
- 第10回（2000年） 桂三枝（現・6代桂文枝）
- 第11回（2001年） 露の都
- 第12回（2002年） 桂小春団治
- 第13回（2003年） 林家染語楼
- 第14回（2004年） 笑福亭鶴瓶
- 第15回（2005年） 桂春之輔（現・4代目桂春団治）
- 第16回（2006年） 桂小枝
- 第17回（2007年） 桂都丸（現・桂塩鯛）
- 第18回（2008年） 6代目笑福亭松喬
- 第19回（2009年） 桂あやめ
- 第20回（2010年） 桂ざこば
- 第21回（2011年） 桂梅団治
- 第22回（2012年） 林家小染
- 第23回（2013年） 月亭八光
- 第24回（2014年） 桂文之助
- 第25回（2015年） 桂文珍[1]
- 第26回（2016年） 笑福亭三喬（現・7代目笑福亭松喬）
- 第27回（2017年） 桂雀三郎
- 第28回（2018年） 桂春蝶
- 第29回（2019年） 桂文福[2]
- 第30回（2020年） 桂福団治[3] ※中止（1年延期）[4]、ただし9月5日にYouTube繁昌亭チャンネルで「デジタル彦八まつり」と題してライブ配信を行うことを発表[5] 。2021年（9月5日）も同様の形態で開催された（回数は「第30回」とカウント）。
- 第31回（2024年） 笑福亭遊喬、笑福亭生喬、桂文三、林家そめすけ、笑福亭喬楽、桂七福、林家花丸
- 第32回（2025年） 桂吉弥

## 落語家以外のゲスト
- 2004年 
  - 明石家さんま：当日落語を披露するという噂も手伝って、来場者が2日間で例年の2倍である10万人を超え、過去最多記録を更新した。着物姿で「大喜利ガバチョ!」に出演したものの、落語は口演しなかった。
  - 横山ノック：奉納落語会「らくごのご」にゲストとして出演。
  - 原田伸郎
- 2006年 
  - 横山ノック、里見まさと、まるむし商店、ロボプロ亭エム吉ら：「落語家でない落語会」に出演。
  - 西田敏行：ドラマ『タイガー&ドラゴン』で落語家を演じ、また同年の実行委員長・桂小枝と『探偵!ナイトスクープ』で縁があったことから、当日は、自身がファンである阪神タイガース仕様の羽織姿で、丹波哲郎と三國連太郎の会話を基にした創作落語『もしも落語ができたなら』を初披露した。
  - ラサール石井：西田出演の際のお茶子として出演。
  - 横山たかし・ひろし
  - 高野純一：ABCアナウンサー。当時、月亭八方のラジオ番組『なるみ・八方のごきげんさん!』に出演していたため。
- 2007年 
  - 貫地谷しほり：主演を務めるNHK連続テレビ小説『ちりとてちん』の告知を兼ねて。
  - 喜味こいし、横山ホットブラザーズ
  - 住恵（奇術）
- 2012年
  - キダ・タロー：上方落語協会の歌『エブリディ KAMIGATA RAKUGO』を作曲した縁でオープニングに出演。
- 2013年
  - 関口まい
  - 藤山直美
  - 大平サブロー
  - 浜口順子
  - 西野亮廣
  - 石田明
  - 西靖：毎日放送アナウンサー
- 2018年
  - 駿河太郎、田中美里、谷村美月、室龍太：翌年2月に大阪松竹座で上演の舞台『天下一の軽口男 笑いの神さん 米沢彦八』の告知を兼ねて。
- 2025年
  - 青木崇高、茂山宗彦、加藤虎ノ介：朝ドラ『ちりとてちん』徒然亭草若一門トークショー
  - 明石家さんま

## 主な出し物
- 参集殿での奉納落語会
- 種々の芸能の奉納：「住よし踊」「地車囃子」など。
- 「彦八ばなし大賞」
- 「素人演芸バトル」
- 「お茶子クイーンコンテスト」
- 「噺家おもしろ屋台」
- 「噺家大相撲 いくたま場所」
- 「大喜利交流戦」
- 「RR-1」：2006年度2日目昼に行われた若手落語家によるNo.1決定戦。優勝者は天満天神繁昌亭のトリを務める。審査委員長は桂きん枝。
  - 2006年度優勝者：林家笑丸（ウクレレ落語）

## イメージキャラクター
- 「彦八くん」：米沢彦八がモチーフとなっている。

## グッズ
- 噺家一覧手拭（700円）

　　彦八まつりにあわせて、新規入門者を追加するなど、一覧が更新される。
（過去に販売のもの）
- ハッピ型手拭（700円）
- 彦八くんストラップ（200円）
- 彦八まつり10周年記念湯呑み（1,000円）
- 彦八まつり団扇（200円）
- 彦八まつりミレニアムグッズセット（2,000円）：ハッピ型手拭、湯呑み、携帯ストラップ、団扇の4点セット

## 料金
- 原則は無料（奉納落語会は「入場志納金」として料金を支払い、入場整理券と引き換える）

## 最寄り駅
- 地下鉄谷町線・地下鉄千日前線 谷町九丁目駅

## 参考資料
- 圓朝まつり - 一般社団法人落語協会の公式サイト内の記事
- 不定期日記番外編 vol.2彦八まつり - 横山ノックの公式サイト内の記事
- 西田敏行彦八まつりで初落語!虎仕様の着物と羽織 - スポニチアネックスOSAKAの記事
- 大阪・生國魂神社で落語家ロボ「ロボプロ亭エム吉」お披露目 - Robot watchの記事